# Маль (озеро)
Маль — крупное озеро в области Бракна, Мавритания. Расположено на юго-западе страны.
Маль наполняется несколькими сезонными реками (уэдами), крупнейшая из которых Уэд-Лее, впадающая с северо-востока. В бассейн озера входит множество водотоков: Уэд-Бофаль, Хтейт-Зраф, Раудет-Мохаммед, Рауден-эль-Эйель, Уэд-Блехтайр. Из озера на юго-западе вытекает сезонная река Геллуар, впадающая в Сенегал.
На северном берегу расположено одноимённое поселение.